# Edwardsburgh/Cardinal
Edwardsburgh-Cardinal to gmina (ang. township) w Kanadzie, w prowincji Ontario, w hrabstwie Leeds And Grenville.
Powierzchnia Edwardsburgh-Cardinal to 312 km².
Według danych spisu powszechnego z roku 2001 Edwardsburgh-Cardinal liczy 6674 mieszkańców (21,39 os./km²).

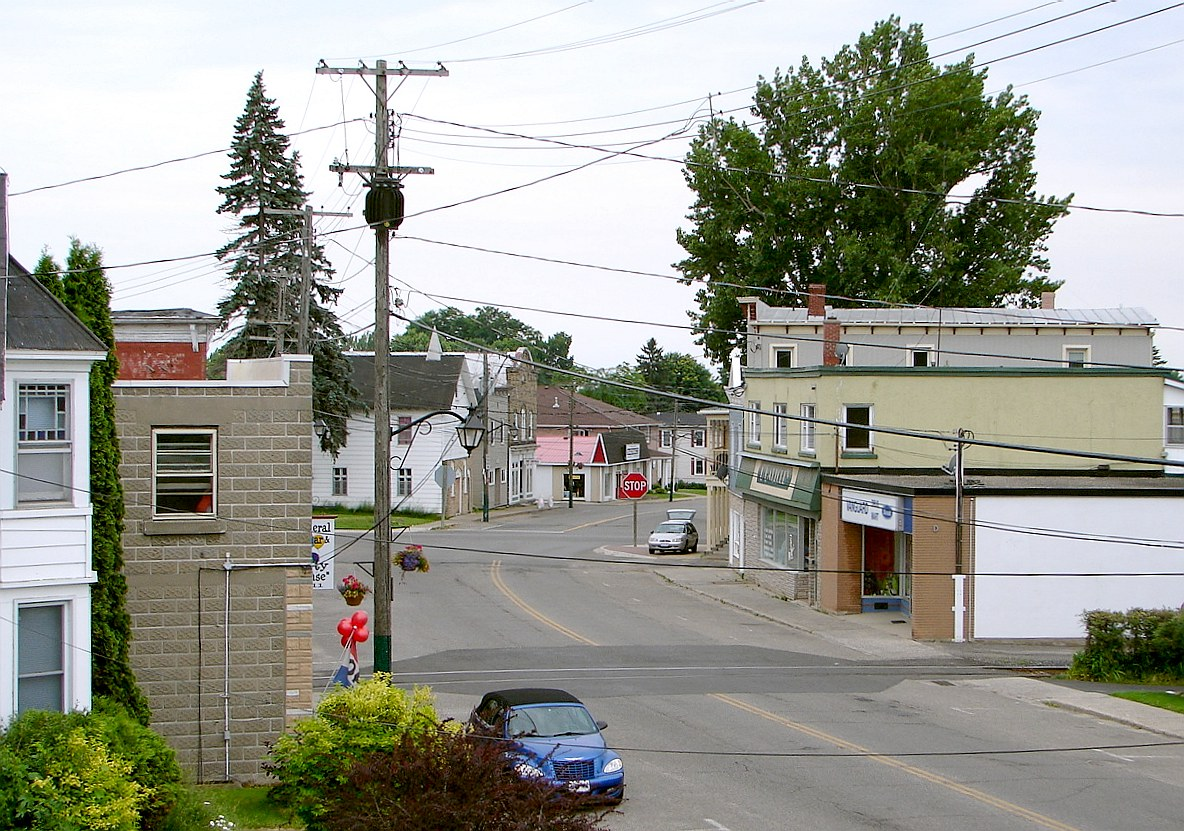
Cardinal